# كام (اوبرفالتس)
كام (بالألمانية: Cham, Germany) هي بلدة ألمانية تقع في ألمانيا في Cham (district). يقدر عدد سكانها بـ 17,245 نسمة .

## المدن التوأمة
مدن Cham، كلاتوفي، Zele و ألفن- كام هي مدن توأمة لـكام (اوبرفالتس).

## أعلام
- كريستوف يانكر
- جولي شميت
- كارل شتيرن